# Hilarion
Hilarion is een jongensnaam die verwant is aan de naam Hilarius. De naam is afgeleid van het Latijnse bijvoeglijk naamwoord hilaris en het Griekse bijvoeglijk naamwoord hilaros, die "vrolijk", "opgeruimd" of "opgewekt" betekenen.

## Heilige
- Hilarion van Gaza (291-371), heilig verklaarde heremiet

## Bekende naamdragers
- Hilarion Alfejev, Russisch geestelijke, theoloog en componist
- Hilarion Thans, Belgisch schrijver

## Fictief figuur
- Hilarion, de personificatie van de huichelarij in Imperia van de Nederlandse schrijver Louis Couperus